# Флойд Мейуедър-младши
Флойд Джой Синклеър, повече известен с професионалното си име Флойд Мейуедър-младши, е американски боксьор, който няма загуба на професионалния ринг (50 мача – 50 победи).
Той е световен шампион в 5 дивизии при професионалистите, а общо има 8 титли в 3 различни теглови категории. Обявяван е 2 пъти за „Боец на годината“ на списание „Ring“ – през 1998 и 2007 г. Също така е печелил и наградата на Асоциацията на журналистите, отразяващи бокса в САЩ, а телевизия ESPN го определя 5 пъти за № 1 в периода от 2007 до 2013 г.
Мейуедър е шампион в полусредна категория на WBC, в суперсредна на WBA, в суперсредна на WBC, носител на диамантения пояс в суперсредна категория на WBC, настоящ № 1 в средна категория на списание Ring. Флойд също така е в списъците на списанията Forbes и Sports Illustrated, като един от 50-те най-високо платени атлети в света. Неслучайно той е наричан Милионера.

## Аматьорска кариера
Флойд е потомствен боксьор, като неговият баща – Флойд Мейуедър-Старши, е бивш претендент за световната титла на членът на Залата на боксовата слава Шугър Рей Леонард. Неговите чичовци – Джеф и Роджър Мейуедър, също са професионални боксьори, като Роджър (който е двукратен световен шампион) е треньор на Флойд. При раждането си, момчето е записано с фамилията на майка си, но скоро след това приема тази на баща си.
Боксът е част от неговото детство и той просто е знаел, че това ще бъде неговата професия и за в бъдеще. Баба му е човекът, който го насърчава най-много и когато той вече се е чувствал достатъчно голям, за да започне да си търси работа, тя му казва просто да продължи да се боксира.
Така, Мейуедър започва да се занимава още по-усърдно и в аматьорската си кариера постига 84 победи, срещу само 6 загуби. Така той печели шампионатите „Златна ръкавица“ през 1993 година (в категория до 48 кг.), през 1994 година (до 52 кг.) и през 1996 година (до 57 кг.). Неговите съотборници го наричат „Красавецът“, заради белезите му, които са резултат от начина му на предпазване при спарингите с баща му и чичовците му. Той държи много високо предното си рамо, с което защитава лицето си, което е типично за боксьорите от старата школа.

### Олимпийски игри 1996 г.
През 1996 година, на Олимпиадата в Атланта, Флойд Мейуедър печели бронзов медал, отпадайки на полуфинала в категория перо.
В първия си мач на игрите, той повежда с 10 – 1 във въвеждащия рунд, срещу казахстанеца Бахтияр Тилеганов, след което мачът е прекъснат заради явно превъзходство на американеца. Във втория кръг, Мейуедър побеждава Артур Геворгян от Армения с 16 – 3 точки, а в четвъртфиналите се справя с Лоренцо Арагон от Куба (12 – 11), като по този начин се превръща в първия американски боксьор, който се справя с такъв от Куба, в последните 20 години. Последно, това е сторил Шугър Рей Леонард на игрите през 1976 година в Монреал. В полуфинала, обаче, Флойд е спрян от бъдещия сребърен медалист, българина Серафим Тодоров. Според американците, решението на съдиите е скандално, като дори реферът вдига първоначално ръката на Мейуедър, мислейки че той е победител, преди да види окончателното решение на страничните съдии, но за изненада на всички в щаба на САЩ, за победител е обявен „Сарафа“. Следват много протести, но резултатът от 10 – 9 не е променен.

## Професионална кариера

### Супер перо
Първият мач на професионалния ринг за Флойд Мейуедър е на 11 октомври 1996 година, срещу Роберто Аподака, който също е дебютант. Срещата завършва във втория рунд, след като Милионера нокаутира противника си. Тогава треньор на Флойд е чичо му Роджър, като баща му е в затвора за трафик на наркотици от 1993 година. След излизането си от затвора, Мейуедър-старши поема тренировките на сина си. От 1996 до 1998 година, Флойд печели мачовете си или с директен нокаут или с технически. Това предизвиква огромен интерес по целия свят, като всички започват да го определят като боксов феномен. Дори коментаторите на мачът му с Тони Дюран влизат в спор, тъй като единият заявява, че Мейуедър ще успее да спечели 2 – 3 световни титли, докато другият е на мнение, че той няма да спре, докато не се превърне в най-великия боксьор на всички времена.
Първата титла в категория Супер перо идва след победа с технически нокаут в осмия рунд срещу тогавашният номер 1 в световната ранглиста Дженаро Ернандес. Сред срещата, опонентът заявява: „Той ме победи, бърз е, интелигентен и винаги съм знаел, че притежава скоростта, с която да ме надиграе. Давам му пълното си уважение. Той е истински шампион.“
Едва на 21 години, Флойд получава първото си признание за „Най-добър боец на годината“, като преди това само Мохамед Али и Шугър Рей Леонард са постигали това. В началото на 1998 година той е бил на 8-о място в класацията на средна категория, а в края вече е под № 2.
През 1999 година Флойд продължава своята доминация в супер средна категория, като успява да защити титлата си три пъти. Втората защита е срещу аржентинеца Карлос Риос, спечелен с единодушно решение след 8 рунда. Това е едва третата среща на шампионът, която достига до осми рунд. В края на тази година, той все още е втори в класирането, след Рой Джонс-младши.
След поредната си защита на титлата, Флойд иска среща с Костя Цзю, който се самоопределя като най-добрият боксьор в леката средна категория. Мейуедър обаче няма шанса да го срещне на ринга, тъй като междувременно той губи от Рики Хатън.

### Лека категория
. В първия си мач в леката категория, Флойд се изправя срещу шампиона на WBC Хосе Луис Кастийо, за вакантната титла. Въпреки че категорията е до 61 килограма и двамата боксьори се качват на ринга с по-високо тегло – Мейуедър е 62,800 килограма, а Кастийо е цели 66,900 кг. Милионера печели със 116 – 112 след 12-рундов мач. Впечатляващото в случая е, че Хосе Луис, който има 45 победи, 3 равни и само 1 загуба до момента, а цели 41 от победите са с нокаут, не може да пласира чист удар в първия рунд. От 27 опита, само 3 попадат в целта, но те не са особено чисти и силни.

### Полусредна категория
След победата над Артуро Гати на 25 юни 2005 година, Флойд се качва в полусредна категория и първият му мач е срещу Шармба Митчъл. В третия рунд, Мейуедър го изпраща в нокдаун след десен прав удар в главата, но в шестия рунд, след нов десен прав, но този път в тялото, Митчъл пада отново, но този път в нокаут.

### Лека средна категория
Поредният мач на Мейуедър е дългоочакваната среща с шампиона на 6 дивизии и носител на пояса на WBC в леката средна категория Оскар Де Ла Оя, който е предвиден за 5 май 2007 година. Мексиканецът залага своя пояс, което налага на Флойд да качи килограми – от 66 на 70. Той обаче успява да достигне само до 68. Въпреки че Оскар твърди, че парите за него са без значение, схватката между двамата е продадена на цели 2,7 милиона домакинства, чрез системата pay-per-view, с което е счупен рекорда от 1,95 милиона на втория мач между Ивендър Холифилд и Майк Тайсън. Общите приходи от мача са 120 милиона долара, като от тях Де Ла Оя печели рекордните в бокса 58 милиона (предишният е притежание на Майк Тайсън – 35 милиона), а Мейуедър взема около 25 милиона.
Флойд печели мача с неединодушно решение след 12 рунда, но много от анализаторите и зрителите смятат, че е трябвало да има единодушна победа. Крайните резултати от чек картите на съдиите са 116 – 112 и 115 – 113 за Мейуедър и 115 – 113 за Де Ла Оя. След двубоя, Флойд планира да се оттегли от бокса, като заявява че вече не е останало нищо, което той да доказва в света на бокса.
Милионера се отказва от титлата в леката средна категория на Де Ла Оя, за да запази тази в полусредна. Той се оттегля за известно време, но през 2007 година се изправя пред Рики Хатън. Побеждава го по точки, но след мача заявява, че това е бил най-трудният и най-упоритият съперник, с когото е излизал на ринга. След този мач, Флойд отново слиза от светлините на прожекторите, за да се концентрира върху своята промоутърска компания, заявявайки че иска именно Хътан за свой първи клиент.
След 21-месечно прекъсване, Мейуедър отново се качва на ринга, като срещите си срещу Хуан Мануел Маркес, Шейн Моузли, Виктор Ортиз, Мигел Кото, Роберт Гереро Саул Алварес, с което прави серия от 45 мача без загуба на професионалния ринг.
Победната серия на „Мъни“ Мейуедър продължава и в следващите 2 срещи, които са мач и реванш за обединение на поясите на WBC и на WBA, където негов съперник е Маркос Майдана.
Така се стига и до очаквания от пет години мач на Флойд срещу Мани Пакиао, който се състоя на 2 май в MGM Grand Garden Arena в Лас Вегас. Мейуедър контролира мача през цялото време, въпреки че играе доста защитно, той постоянно успява да контрира атаките на Мани с дясната си ръка. Само 19% от всички опити на филипинецът постигат резултат. Така, след единодушно решение, Флойд Мейуедър печели срещата с резултат 118 – 110, 116 – 112 и 116 – 112, оставайки отново непобеден.
Последният мач на Флойд е на 12 септември 2015 година, като негова „жертва“ е Андре Берто. Още в деветия рунд, Берто вече е неспособен да се противопостави на невероятната скорост на шампиона и в крайна сметка резултатът е 3 – 0 (117 – 111, 118 – 110 и 120 – 108). След края на мача, Мейуедър обявява своето оттегляне от професионалния бокс.

### Последен мач
Две години по-късно, Флойд Мейуедър се завръща на ринга. Той е предизвикан от ММА звездата Конър Макгрегър. На 26 август 2017 година (27 август българско време) Флойд Мейуедър оправдава статута си на фаворит и нокаутира Конър Макгрегър. Реферът спира мача в средата на 10-ия рунд с технически нокаут, след като ММА звездата не оказва съпротива на комбинация на Мейуедър и е видимо разлюлян. Флойд печели 50-ата победа в 50-ия мач в кариерата си, но не е толкова категоричен в превъзходството си, колкото са очаквали боксовите специалисти.
Дългоочакваната „Битка на годината“ подобрява всички финансови рекорди в историята на бойните спортове. Приходите от мача достигнат $1 млрд. За около 36 минути игра ирландецът прибра около $100 млн., а Флойд – $350 млн.